# Dendrodoris grandiflora
Espèce
Dendrodoris grandiflora est une espèce de mollusques nudibranches marins de la famille des dendrodorididés.

## Description
Les individus de cette espèce ont une couleur très variable, mais portent généralement sur le dos des taches sombres, brunes ou noires, variables en nombre et en taille. Ces taches sombres peuvent exceptionnellement couvrir tout le dos ou au contraire manquer presque totalement ; le nombre et les dimensions des taches ne dépendent pas de la taille de l’animal. Le côté ventral ne présente pas de taches. En Méditerranée, ces mollusques ont une couleur de fond plutôt claire, gris, crème, vert pâle, marron clair ou d’un rouge léger. Au Portugal, ils sont plutôt jaunes. En Afrique du Nord et aux îles Canaries, ils sont plutôt de couleur rouge ou orange.
Les rhinophores et les branchies ont normalement la même teinte que la couleur de fond du reste du corps, mais le bout des rhinophores et l'extérieur des branchies sont blancs. Les juvéniles sont généralement rouges et sans taches.
Les bordures du manteau sont légèrement striées et forment un large voile, presque aussi large que le pied.

## Répartition et habitat
Cette espèce vit en Méditerranée occidentale et dans le nord-est de l'Atlantique, du Portugal aux îles Canaries.